# 松永忠二
松永 忠二（まつなが ちゅうじ、1908年（明治41年）9月16日 – 1993年（平成5年）2月7日）は、昭和期の教育者、労働運動家、政治家。参議院議員（3期）。

## 経歴
静岡県出身。1928年（昭和3年）静岡師範学校を卒業し、翌年に同校専攻科を卒業。小学校、中学校、高等学校の教員を務めた。静岡県教職員組合委員長、同県官公労議長、同県教職員互助組合副理事長などに就任した。
1956年（昭和31年）7月の第4回参議院議員通常選挙に静岡県地方区から日本社会党公認で出馬して初当選。1962年（昭和37年）7月の第6回通常選挙では次点で落選。1965年（昭和40年）7月の第7回通常選挙で再選され、さらに第9回通常選挙でも当選し、参議院議員に通算3期在任した。この間、参議院建設委員長、同災害対策特別委員長、国土総合開発審議会委員、社会党文教部長、同参議院議員副会長、同国会対策委員長、同静岡県本部委員長などを務めた。
その他、静岡県勤労者住宅生活協同組合理事長となった。
1979年（昭和54年）秋の叙勲で勲二等旭日重光章受章。
1993年（平成5年）2月7日死去、84歳。死没日をもって正四位に叙される。

## 著作
- 『若い国古い国 : 教育者の見た中国』静岡図書、1956年。
- 『教育をめぐる国会論議 : 民主教育の歴史と評価』労働旬報社、1966年。
- 静岡県出版文化会編『国と地方の教育費 : 教育費のしらべ方』松永忠二、1980年。